# コーエン・マコーレー環
数学において、コーエン・マコーレー環 (英: Cohen–Macaulay ring, CM ring) は局所等次元性のような非特異多様体の代数幾何的な性質のいくつかをもった可換環のタイプである。
名称は純性定理を多項式環に対して証明したMacaulay (1916)と、純性定理を形式的冪級数環に対して証明したCohen (1946)による。すべての Cohen–Macaulay 環は純性定理が成り立つ。
可換ネーター局所環については次の包含関係が成り立つ。
強鎖状環 ⊃ コーエン・マコーレー環 ⊃ ゴレンシュタイン環 ⊃ 完全交叉環 ⊃ 正則局所環

## 定義
R を可換ネーター環とする。以下ではBruns & Herzog (1998)に従って定義を述べる。
局所環の場合
R がさらに局所環であるとする。有限生成 R-加群 M ≠ 0 が dimM = depthM を満たすとき、M はコーエン・マコーレー加群であるという。さらに dimM = dimR が成り立つとき、M は極大コーエン・マコーレー加群であるという。また正則加群 R がコーエン・マコーレー加群のとき、R はコーエン・マコーレー環であるという。
一般の場合
R-加群 M はすべての極大イデアル m ∈ SuppM に対して局所化 Mm がコーエン・マコーレー加群のとき、M はコーエン・マコーレー加群であるという。さらに極大イデアル m ∈ SuppM に対して Mm が極大コーエン・マコーレー加群のとき、M は極大コーエン・マコーレー加群であるという。また正則加群 R がコーエン・マコーレー加群のとき、R はコーエン・マコーレー環であるという。

## 例
以下の環は Cohen–Macaulay である。
- 正則局所環[2]（例えば体や K[[x]]）
- アルティン環
- 1次元ネーター被約環
- 2次元正規環
- Gorenstein 環。とくに、完交環（英語版）
- {\displaystyle R} が標数 0 の体上の Cohen–Macaulay 多元環で G が有限群（より一般に reductive algebraic group）のとき、不変式環 {\displaystyle R^{G}}。これはHochster–Roberts の定理（英語版）である。

- 環 K[x]/(x²) は局所アルティン環なので Cohen–Macaulay だが、正則でない。
- K[[t2, t3]]、ただし t は不定元、は正則でないが Gorenstein でありしたがって Cohen–Macaulay な1次元局所環の例である。
- K[[t3, t4, t5]]、ただし t は不定元、は Gorenstein でないが Cohen–Macaulay である1次元局所環の例である。

有理特異性は Cohen–Macaulay だが Gorenstein とは限らない。

## 性質
- 局所環が Cohen–Macaulay であることとその完備化が Cohen–Macaulay であることは同値である。
- 環 R が Cohen–Macaulay であることと多項式環 R[x] が Cohen–Macaulay であることは同値である。
- Cohen–Macaulay 環の商環は強鎖状環である[3]。

## 反例
- K が体であれば、形式的冪級数環の商 {\displaystyle K[[x,y]]/(x^{2},xy)} （局所環の、埋め込まれた二重点をもつ直線の二重点における完備化）は Cohen–Macaulay でない、なぜならば深さ0だが次元1だからだ。
- K が体であれば、環 {\displaystyle K[[x,y,z]]/(xy,xz)} （局所環の、平面と直線の共通部分における完備化）は Cohen–Macaulay でない（等次元（英語版）ですらない）。{\displaystyle x-z} で割ると直前の例を得る。
- K が体であれば、環 {\displaystyle K[[w,x,y,z]]/(wy,wz,xy,xz)} （局所環の、一点で交わる二平面の共通部分における完備化）は Cohen–Macaulay でない。{\displaystyle w-x} で割ると直前の例を得る。

## 条件の帰結
Cohen–Macaulay の条件の1つの意味は coherent duality theory において見られる。ここで条件はアプリオリ に導来圏にある dualizing object がただ1つの加群（連接層）によって表現されるケースに対応する。するとより良い Gorenstein の条件は射影的なこの加群（可逆層）によって表現される。非特異性（正則性）はなお強い条件である。これは幾何学的な対象のある点における滑らかさの概念に対応する。したがって、幾何学的な意味で、Gorenstein と Cohen–Macaulay の概念は滑らかな点よりも広い範囲の点、滑らかとは限らないが多くの意味で滑らかな点のように振る舞う点、を捕らえる。

## 純性定理
ネーター環 A のイデアル I は、A/I の任意の素因子 P に対して ht(I) = ht(P) であるときに純 (unmixed) と呼ばれる。環 A に対して純性定理 (unmixedness theorem) が成り立つとは、イデアル I であって ht(I) 個の元で生成されるものがすべて純であることをいう。ネーター環が Cohen–Macaulay であることと純性定理が成り立つことは同値である。